# Матусяк, Радослав
Радослав Матусяк (пол. Radosław Matusiak, польское произношение [raˈdɔswav maˈtuɕak]; 1 января 1982, Лодзь, Польша) — польский футболист, бывший нападающий ряда польских клубов и нескольких европейских. Выступал за сборную Польши.

## Карьера

### Клубная
Радослав Матусяк, став заметным нападающим на местном уровне, привлёк внимание ряда европейских клубов в зимнее трансферное окно 2007 года. В итоге игрока приобрёл итальянский «Палермо», занимавший в то время 3-е место в Серии A, с которым Матусяк подписал 3,5-годичный контракт 30 января 2007 года. Сицилийцы выложили за игрока 2 миллиона евро. Матусяк в составе «Палермо» дважды выходил на замену, дебют же в стартовом составе состоялся лишь в гостевом поединке против «Асколи» 13 мая 2007 года, проигранном сицилийцами 2-3. Матусяк в этом матче забил свой первый и единственный мяч в итальянском чемпионате.
24 августа 2007 года Матусяк подписал 3-х годичный контракт с голландским «Херенвеном». Однако в январе 2008 года он вернулся в Польшу, где на правах аренды до конца сезона играл за краковскую «Вислу». Летом 2008 года его контракт с «Херенвеном» был расторгнут по обоюдному согласию. Первую половину сезона 2008/2009 Матусяк провёл вне футбола, но отвергал слухи в прессе о своём уходе из футбола. 23 декабря 2008 он присоединился к клубу «Видзев» из родной Лодзи, а 21 августа 2009 года он подписал 2-х годичный контракт с «Краковией». 18 января 2011 года Матусяк перешёл в греческую команду «Астерас Триполис». После неудачного периода в Греции Матусяк вернулся в феврале 2012 года в свой родной клуб — «Видзев». По окончании сезона 2011/12 он стал свободным агентом.

### Международная
Матусяк был членом Юношеской сборной Польши по футболу до 16 лет, занявшей на соответствующем Кубке Европы 1999 года 2-е место. В 2006 году он был вызван в главную национальную сборную. Матусяк забил свой первый гол за сборную Польши 6 сентября 2006 года в рамках квалификации чемпионата Европы 2008 в матче против  сборной Сербии. 15 ноября того же года в рамках того же турнира Матусяк забил единственный и победный мяч в ворота сборной Бельгии в Брюсселе.

### Голы за сборную Польши
| #  | Дата            | Место                | Соперник  | Результат | Соревнование                        |
| -- | --------------- | -------------------- | --------- | --------- | ----------------------------------- |
| 1. | 6 сентября 2006 | Варшава              | Сербия    | 1–1       | Квалификация чемпионата Европы 2008 |
| 2. | 15 ноября 2006  | Брюссель             | Бельгия   | 1–0       | Квалификация чемпионата Европы 2008 |
| 3. | 6 декабря 2006  | Абу-Даби             | ОАЭ       | 5–2       | Товарищеский матч                   |
| 4. | 7 февраля 2007  | Херес-де-ла-Фронтера | Словакия  | 2–2       | Товарищеский матч                   |
| 5. | 21 ноября 2007  | Белград              | Сербия    | 2–2       | Квалификация чемпионата Европы 2008 |
| 6. | 27 февраля 2008 | Вронки               | Эстония   | 2–0       | Товарищеский матч                   |
| 7. | 26 мая 2008     | Ройтлинген           | Македония | 1–1       | Товарищеский матч                   |